# Delia hystriocosternita
Delia hystriocosternita este o specie de muște din genul Delia, familia Anthomyiidae, descrisă de Hsue în anul 1981. Conform Catalogue of Life specia Delia hystriocosternita nu are subspecii cunoscute.